# Parco nazionale Norra Kvill
Il parco nazionale Norra Kvill è un parco nazionale della Svezia, nella contea di Kalmar nella municipalità di Vimmerby. È stato istituito nel 1927 e occupa una superficie di 114 ha.

## Territorio
All'interno del parco si trovano tre laghi: lo Stora Idegölen, il Lilla Idegölen e il Dalskärret.

## Flora
Nel parco nazionale Norra Kvill si sviluppa un'antica foresta di pini secolari: alcuni esemplari raggiungono i 350 anni.